# Ігор Швирьов
Ігор Швирьов (ест. Igor Švõrjov; нар. 24 травня 1955, Ворошиловград) – естонський шахіст і шаховий тренер (Тренер ФІДЕ від 2014 року), гросмейстер від 2005 року.

## Шахова кар'єра
У 1975 році з результатом 5 очок з 9 можливих розділив 15-28 місця у чемпіонаті України.
2001 року поділив 2-ге місце (разом із, зокрема, Олександром Арещенком) у Луганську. Неодноразово брав участь у турнірах, що проходили в Алушті, на деяких з них переміг, а на двох (у 2003 і 2004 роках) виконав норму гросмейстера. 2004 року переміг у Волгограді, у 2005 році поділив 2-ге місце (позаду Геогія Пілавова, разом з Геннадієм Кузьміним і Віталієм Кисельовим) у Луганську, а 2007 року виграв у Новошахтинську (разом з Віталієм Кисельовим) і в Алушті (разом з Анною Шаревич).
Найвищий рейтинг Ело у своїй кар'єрі мав станом на 1 жовтня 2004 року, досягнувши 2503 очок займав тоді 3-тє місце серед естонських шахістів.

## Зміни рейтингу
| На цьому місці має відображатися графік чи діаграма, однак з технічних причин його відображення наразі вимкнено. Будь ласка, не видаляйте код, який викликає це повідомлення. Розробники вже працюють для того, щоби відновити штатне функціонування цього графіка або діаграми. | |
| | На цьому місці має відображатися графік чи діаграма, однак з технічних причин його відображення наразі вимкнено. Будь ласка, не видаляйте код, який викликає це повідомлення. Розробники вже працюють для того, щоби відновити штатне функціонування цього графіка або діаграми. |